# 고려의 토지제도
고려의 토지제도는 시기에 따라, 신분 또는 공역에 따라, 수조권자 또는 소유권자에 따라 차별을 두고 국가에서 지급하거나 소유권을 인정하였다.

## 시기에 따른 분류
고려는 공신과 관직에 있는 사람에게 토지의 수조권 또는 소유권을 주어 생계를 유지할 수 있게 하였는데, 시기에 따라 역분전과 전시과로 나눌 수 있으며, 전시과는 다시 시정전시과·개정전시과·경정전시과로 나눌 수 있다.

역분전(공신):논공행상적 성격-태조
시정전시과(전현직):관품+인품-경종
개정전시과(전현직):관품-목종
경정전시과(현직):관품-문종

### 역분전
역분전(役分田)은 고려 태조 때 공신에게 그 공의 차에 따라 일정한 면적의 토지를 나누어주던 토지 제도이다.
태조 23년(940년) 왕건은 그를 도와 새로운 왕조(王朝)를 세우고 후삼국을 통일하는 데 힘쓴 조신(朝臣)·군사(軍士)에 대하여 관계(官階)를 논하지 않고, 다만 성행(性行)의 선악(善惡)과 공로의 다과(多寡)를 헤아려 토지를 분급하였다. 이를 역분전이라 한다. 개국공신에 대한 논공행상적 성격이 강했으며, 대개 경종 때 마련된 전시과의 전신이지만 공훈전(功勳田)에 더욱 가깝다.

### 시정전시과
시정전시과(始定田柴科)는 고려 경종 1년(976)에 실시된 최초의 전시과이다.
급전대상자(給田對象者)의 신분을 사색공복제(四色公服制)에 의해 사계 팔층(四階八層)으로 나누고 관품(官品)과 인품(人品)을 병용(倂用)해서 토지를 지급했다. 문반(文班)은 물론 무반(武班)에도 토지를 지급하였으나 많은 차이가 있었고, 한외과(限外科)라 하여 급전(給田) 규정에서 누락된 자들을 위해 별도의 조처를 취했다. 시정전시과는 직관(職官 : 실직을 가진 벼슬)과 산관(散官 : 실직이 없는 벼슬)의 사색공복제에 따라 토지 분배의 차등을 계정(計定)하였으나 역분전의 정신을 계승하여 인품(人品)도 급전의 기준으로 고려하였다.

### 개정전시과
개정전시과(改定田柴科)는 고려 목종 1년(998)에 시정전시과를 개편한 전시과이다.
지배 질서가 정비되고, 관인체제(官人體制)가 확립되면서 토지 제도도 이에 따라 재정비할 필요가 생기자 목종 원년 일대 개편을 단행하였다. 이리하여 전시과 수급자(受給者)의 과등(科等)을 모두 18과(科)로 나누어 제1과로부터 제18과에 이르기까지 각기 차등(差等)을 두어 각 과등(科等)에 맞는 전시(田柴)의 수령액(受領額)을 규정하고, 또 그 밑에 수급할 자의 해당 관직명을 자세히 기록했다. 시정전시과보다 규정 내용이 퍽 간편하고 체계화되었으며, 문·무 양반(兩班)을 중심으로 하여 오직 관직과 위계(位階)의 높고 낮음만을 표준으로 삼았다. 특기할 것은 군인층(軍人層)이 전토(田土)의 수급 대상자로 나타나 있으며, ‘한외과’에 속했던 여러 잡직(雜職)이 제18과로 편입되었다. 그러나 문·무 관직 사이에는 많은 차이가 있었다.

### 경정전시과
경정전시과(更定田柴科)는 개정전시과가 덕종 3년(1034)에 다시 개편되고 그 후 문종 30년(1076) 전면적으로 재편성된 제도를 말한다. 개정전시과의 체제를 그대로 이어받아 18과등제(十八科等制)를 채택하였으나 과등에 따르는 전시(田柴)의 결수(結數)는 상당한 차이가 있었다.
고려 전기의 토지 제도 완성을 의미하는 경정전시과는 개정전시과에 비하여 전시의 액수가 일반적으로 감소한 대신 무관(武官)에 대한 대우가 현저히 상승되었다. 이에 따르면 전시과의 수급 대상자이던 산관(散官)이 배제되고 또 ‘한외과’도 과내(科內)에 편입되었다. 그리고 부대적 조항으로 무산계(武散階)와 별사과(別賜科)에 대한 전시과가 아울러 설치되었다. 일반적으로 전시과라 하면 이 경정전시과를 말하는데, 그 내용을 약술(略述)하면 제1과의 중서령·상서령·문하시중에게는 전(田) 100결(結)·시지(柴地) 50결을 주었으며, 그 밑으로는 등급에 따라 줄여서 제18과의 한인(閑人)·잡류(雜類)에게는 전(田)만 17결을 지급하였다.

## 신분 또는 공역에 따른 분류

### 공음전시
공음전시(功蔭田柴)는 고려 때 전시과 규정에 따라 공신들에게 반급(頒給)한 전시로서, 공음전시과(功蔭田柴科)라고도 불렀다.
국가에 공훈이 있는 사람에게 훈전(勳田)을 분급(分給)한 데서 시작되었으나, 공양왕 3년(1391) 토지제도 개혁으로 공음전은 공신전(功臣田)으로 바뀌었다. 공음전은 경종 2년(977) 개국공신(開國功臣) 및 향의(向義)·귀순성주(歸順城主) 등에게 20결 내지 50결의 토지를 주었고, 현종 12년(1021) 상속이 인정되었다. 문종 3년(1049) 양반 공음전시법을 제정하였는데, 수급 대상자는 5품 이상의 문·무 양반이며, 품질에 따라서 최고 1품은 전(田) 25결·시(柴) 15결, 최하 5품 은전 15결·시 5결을 받았다. 모반대역(謀叛大逆) 등으로 공신에서 제명되지 않는 한, 공신의 직자(直子)에게는 죄가 있어도 ⅓을 상속시키게 했다. 문종 27년(1073) 공신에게 자식이 없으면 사위·친조카·양자(養子)·의자(義子)에게 주도록 정하였고, 충렬왕 24년(1298) 자손 아닌 자가 탈취한 것은 자손에게 환급시킬 것을 정했다.
양반 신분 자체에 대한 우대 특전으로 지급된 공음전은 영구적으로 상속되는 것이기 때문에 영업전(永業田)이라고도 한다.

### 외역전
외역전(外役田)은 고려 때 향리에게 주는 토지로서, 일명 직전(職田)이다. 향리들에게 향역(鄕役)의 대가로 지급한 토지로, 주로 지방 호족 중 중앙 귀족이 되지 못하고 지방에 남아 지방 행정을 담당한 자들에게 지급된 듯하다. 새로운 토지를 사여(賜與)한 것도 있겠지만 토지 개혁 과정에서 주로 이미 소유하고 있던 토지의 수조권(收租權)을 인정해 준 것이며, 향역이 세습된 것과 마찬가지로 토지도 세습되었다. 향리 외역전은 특히 ‘전정(田丁)’이라고도 하는데, 이는 직역(職役)을 매개로 하여 지급된 토지를 말한다.

### 군인전
군인전(軍人田)은 고려 때 군역의 대가로 주는 토지이다.
고려의 군사 조직이 부병제(府兵制)냐 아니냐에 따라 군인전(軍人田)의 성격도 달라질 것이다. 여하튼 군인전의 규정은 비록 전시과 속에 포함되어 있으나, 신몰(身沒) 후에 납공(納公)하는 일반 양반전(兩班田)과는 달리, 일대(一代)에 한하는 것이 아니라 전정연립제(田丁連立制)에 따라 세습적으로 상속되었고, 군인마다 양호(養戶)가 딸려서 그들이 이를 경작했다. 군인은 군인전의 경작자가 아니라 그 수조권자(收租權者)였다.

### 구분전
구분전(口分田)은 고려 때 군역을 이을 자손이 없거나 전쟁미망인 등 생계를 유지할 수 없는 관리나 군인의 유족에게 준 토지이다.
문종 1년(1047) 연립(連立)할 자손이 없는 자의 처(妻)와, 부처(夫妻)가 다 죽은 뒤 남자는 없고 아직 시집가지 않은 여자만 있을 경우에 국가는 이들에게 구분전을 지급했다. 구분전은 주로 6품 이하의 사람에게 지급되었다. 고려 시대의 구분전은 관인(官人) 및 군인의 유족(遺族)을 보호하기 위한 조처이지 당나라의 균전제에서 보이는 영업전(永業田)이나 ‘구분전(口分田)’ 따위 인민 일반에 대한 급전(給田)과는 상관이 없다.

### 한인전
한인전(閑人田)은 관인(官人)의 신분을 가지고 있으면서도 아직 관리의 길에 오르지 못한 사람에게 지급된 토지이다.
5품 이상의 양반 자제일 경우에는 공음전시(功蔭田柴)가 지급되고, 6품 이하의 양반 자제에게는 한인전이 지급된 것 같다. 그러나 한인전은 공음전시나 구분전과 같이 직역(職役)에 대한 토지의 급부가 아니라, 관인 신분의 우대원칙(優待原則)에 입각한 급전제도(給田制度)였다.

### 별사전
별사전(別賜田)은 고려 시대의 승직·지리업(地理業)에 종사하는 사람에게 주던 토지이다. 3대까지 세습이 가능했으며(경기지역 외에도 지급)
대덕(大德)에게 전(田) 40결, 시(柴) 10결, 대통(大通)에게 전 35결, 시 8결, 지리박사(地理博士)에게 전 20결, 지리생(地理生)과 지리정(地理正)에게 17결을 주게 하였다.

## 소유 및 수조에 따른 분류

### 민전
상속, 매매, 개간을 통하여 형성된 개인사유지 매매,상속,기증,임대가능 1/10세

### 공신전
공신(세습가능)

### 한인전
정6품이하 하급관리 자제에게 주는 토지

### 공음전
종5품이상 세습가능 문벌귀족의 특전(음서)이다

### 내장전
내장전(內莊田)은 고려 때 궁성(宮城)에 소속된 토지이다.
내장전(內庄田)·장처전(庄處田)이라고도 하며, 왕실 재정의 기본이 되었다. 전국에 산재하여 그 수는 약 360개소에 달하였다 하며, 관할하는 기관을 내장택(內庄宅)이라 한다. // 왕실 경비

### 사원전
사원전(寺院田)은 고려 시대 전시과의 제정(制定)과 더불어 사찰에 분급된 토지이다. // 사원
고려 때의 사원은 전시과의 규정에 따라 분급된 토지 이외에 왕의 기증 또는 신도(信徒)들의 시납(施納)으로 막대한 토지를 차지하였다. 또한 별사전(別賜田)으로 승직에 있는 대덕(大德)·대통(大通) 등에게도 토지를 주었으므로 사원은 많은 토지를 가질 수 있었다. 사원전은 사원에서 멀리 떨어져 있는 경우가 많았으나, 한편 그 영역 내에서 넓은 전장(田莊)을 경영하고 있었다. 경작(耕作)은 승려의 노동 또는 사노(寺奴)의 사역에 의하기도 하였으나 예속 농민의 경작이 지배적이었다. 사원전은 면세(免稅)·면역(免役)의 특권을 가지고 있어서 그 토지가 점차 확대해 갔고, 또 고리대(高利貸)적 활동을 통해서 승려들은 종교적 귀족으로서 세속적 유락(愉樂)과 권력을 누릴 수 있었다.

### 공해전시
공해전시(公廨田柴)는 고려 때 국가의 공적(公的)인 기관에 경비 조달을 위해 분급(分給)된 전지(田地)와 시지(柴地)이다. 전시과 제도에 따라 지급하였으며, 공해전시과(公廨田柴科) 또는 공해전(公廨田)이라고도 불렀다.
중앙에서는 일반 관청을 비롯하여 장택(庄宅)·궁원(宮院)·능침(陵寢)·창고 등에 지급되었고, 지방에서는 성종 2년(983) 주(州)·부(附)·군(郡)·현(縣) 등 지방 행정 관청과 관(館)·역(驛)·향(鄕)·부곡(部曲) 등 특수 행정 구역에 설정되었다. 공해전시의 수조(收租)는 해당 관청의 사무 경비와 관리들의 잡비, 소속 하인들의 보수에 충당되었다. 따라서 공해전시는 관청의 격(格)의 높고 낮음, 소속 인원의 많고 적음, 직무 성격에 따라서 각각 분급의 양(量)에 차이가 있었다.  //관청경비

### 공전
공전(公田)은 소유권과 수조권을 모두 국가에서 가지고 있는 토지이다.
정확한 개념은 아직 내려 있지 않으나 대개 개인이나 관청과 같은 기관에 분급되지 않은 국가나 왕실 직속의 토지로서 왕 임의로 처분할 수 있는 토지를 말한다. 전국에 산재해 있던 공전은 노역(사역(使役)) 또는 농민 역역(力役)을 통해 직접 경영하거나 농민에 전작(佃作)을 위임해 경작한 듯하다. 그 수조율(收租率)은 ¼(25%)이며, 그 조는 국고(國庫)에 충당되어 관리의 녹봉을 위시한 국가의 공적인 일에 지출되었다.

### 사전
사전(私田)은 사인(私人)이 소유한 토지를 말한다. 공전에 대(對)하는 개념으로 대개 개인이 수조(收租)하는 토지를 말한다.
고려는 처음에 호족 세력을 중앙 집권 체제에 흡수하기 위해 많은 노력을 했다. 호족 세력은 그들의 사적(私的) 지배지를 특수한 지목(地目)에 고정시켰고, 대체로 이러한 지목에 속하는 토지는 주로 관료에게 분급, 수조케 했다. 이때 관료들에게 지급된 수조지(收租地)가 사전(私田)이라는 명칭을 가진 듯하다. 공전에 비하여 배액(倍額)의 조세를 부담한 사전은 주로 전호(佃戶)에 의해서 경작되었으며, 조(租)는 소유주에 의해서 직접 수취(收取)되었고, 또한 그 토지는 세습이 되었다. 농민의 개별적 보유 경작지인 전정(田丁)과는 성격이 다른 특수한 지목인 사전은 지배층의 생활 보장을 위하여 설치된 것이었다. 그리하여 과전(科田)조차도 점차 사전화되면서 대토지 겸병(大土地兼倂)이 일어나 국가 재정원이 줄게 되는 원인을 만들었다.

## 같이 보기
- 고려
- 조선의 사회제도